# المؤتمر الإسلامي لسريلانكا

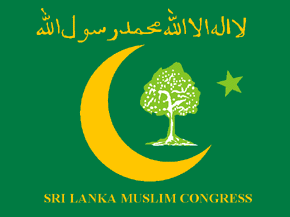
راية الحزب

المؤتمر الإسلامي لسريلانكا هو حزب سياسي في سريلانكا تأسس في عام 1981. الزعيم الوطني للحزب هو رؤوف حكيم. في الانتخابات التشريعية السابقة عام 2004 أحرز الحزب 2% من التصويت الشعبي (حيث حصل على حوالي 187 ألف صوت) وانتهى به الأمر للفوز بخمسة مقاعد من أصل 225 في البرلمان السريلانكي.

## وصلات خارجية
- الموقع الرسمي للحزب